# Harperocallis flava
Harperocallis flava McDaniel – gatunek roślin z monotypowego rodzaju Harperocallis w rodzinie kosatkowatych, endemiczny dla doliny rzeki Apalachicola w północnej Florydzie, 
Nazwa naukowa rodzaju została nadana na cześć Rolanda McMillana Harpera, badacza flory południowo-zachodnich Stanów Zjednoczonych, do nazwiska którego dodano greckie słowo κάλλος (kallos), znaczące "piękno", podkreślające urodę kwiatów tych roślin. Epitet gatunkowy flavus w języku łacińskim oznacza "żółty" i odnosi się do koloru płatków korony kwiatu.

## Morfologia
PokrójNiewielkie rośliny zielne.
ŁodygaSmukłe, sękate kłącze, pokryte łuskowatymi liśćmi.
LiścieLiście właściwe, o wymiarach 0,2–0,3×5–21,5 cm, równowąskie, nakładające się na siebie, sztywne, prążkowane, wyrastają z wierzchołka kłącza.
KwiatyPojedynczy pęd kwiatowy o długości 22–55 cm, z kilkoma zredukowanymi liśćmi, wyrasta ponad poziom trofofili. 3 podkwiatki o długości 2–3 mm, trwałe, deltoidalne, tworzą kieliszek (calyculus). Okwiat pojedynczy, trwały, w okresie kwitnienia żółty doosiowo i zielonkawy odosiowo, rozchylający się, po przekwitnięciu zamknięty, purpurowiejący na brzegach, sześciolistkowy. Listki okwiatu odwrotnie lancetowate, ostre, zewnętrzne o długości 12–15 mm, wewnętrzne 9–12 mm. Pręcików 6, o długości 8–9 mm, hypogyniczne. Główki pręcików o długości około 4 mm, równowąsko-lancetowate. Nitki pręcików gładkie, lekko poszerzone u nasady. Zalążnia o długości 7–8,5 mm, siedząca, 3-komorowa, eliptyczna, lekko dzwonkowata, trójkrotna. 3 szyjki słupka niemal wzniesione, o długości 1 mm, zakończone główkowatymi znamionami. Zalążki liczne.
OwoceTorebka o długości 8–9 mm, eliptyczna, guzkowata, pękająca przez szczeliny na środku każdej komory. Nasiona o długości 2–3 mm, jasnożółte, proste lub zakrzywione, często skręcone.

## Biologia i ekologia
RozwójBylina, hemikryptofit. Kwitnie od połowy kwietnia do wczesnego maja. Owocuje w lipcu.
SiedliskoZasiedla kwaśne gleby o wysokiej zawartości piasku i torfu, na terenach podmokłych, w pełnym słońcu. Większość populacji zasiedla suchsze brzegi torfowisk, zdominowane przez Cliftonia monophylla i Myrica indora, rzadziej otwarte torfowiska, w sąsiedztwie Sarracenia flava, Sarracenia psittacina i Pleea tenuifolia.

## Systematyka i zmienność
OdkrycieGatunek został odkryty 11 maja 1965 roku na terenie torfowiska w Franklin County na Florydzie.
Typ nomenklatorycznyHolotyp gatunku jest okazem zielnikowym i znajduje się w Arnold Arboretum w herbarium Harvard University pod numerem 6205. W innych herbariach znajduje się w 11 izotypów tego gatunku.
Zmienność genetycznaGatunek nie jest zróżnicowany genetycznie.

## Zagrożenie i ochrona
Gatunek został uznany w Stanach Zjednoczonych za krytycznie zagrożony (status G1). Jest endemiczny dla 3 hrabstw Florydy: Franklin, Liberty i Bay. Populacja tego gatunku w 1983 została o szacowana na poziomie 6000 osobników. Notuje się ciągły spadek liczności. Przyszłość gatunku jest niepewna z uwagi na niewielki zasięg, spadek liczności, jednolitość genetyczną i zagrożenia ze strony działalności człowieka.